# Yaraví arequipeño
El yaraví arequipeño (o yaraví melgariano) es el género literario-musical típico y originario de la provincia de Arequipa, en el departamento de Arequipa, Perú. Cultivado desde inicios del Virreinato (siglo xvi), ha evolucionado y pasado por varias etapas hasta llegar a ser el yaraví actual. Este género proviene de la fusión de dos culturas musicales: la inca, la cual aportó el género Jarawi, y la hispánica, que los criollos rebautizaron como Yaraví, mezclándola con la trova española del siglo xvi que llevaron los conquistadores españoles.
Se caracteriza por ser de canto melancólico cuya temática fundamental es la fatalidad y la tragedia que revela una eminente queja por el amor perdido o no correspondido. Esencialmente, su interpretación se realiza a dos guitarras y a dos voces. 
El principal exponente de este género es el poeta Mariano Melgar, a quien se le concede el mérito de haberlo recogido de las picanterías, haberle agregado su prolífica poesía y haberlo llevado a la ciudad, permitiendo su difusión en todos los estratos de la sociedad de aquella época.

## Etimología
Yaraví es una deformación castellanizada de la palabra quechua “jarawi” o “harawi” que significa “poema”. A su vez, “harawi” tiene su fundamento en dos raíces: el “arawi” o “araví”, que se refiere a la poesía triste, muy utilizada en las despedidas y entierros incas, que eran cantos melancólicos que se mezclaban con las quejas y los plañidos de las mujeres en el momento de un funeral, y era acompañado por quenas y antaras. Y, asimismo, tiene su raíz en el “qarawi”, que eran cantos más alegres, que acompañaban a los hombres que trabajaban en las siembras y las cosechas. Eran pues, en la época pre-inca, cantos más rituales que temáticos.

## Etapas del yaraví

### El harawi inca
El “Yaraví” primitivo, entonces “jarawi” o “harawi”, hasta la llegada de los conquistadores en el siglo XVI, no era un género musical, ni literario, era más bien una expresión espontánea de tristeza que se manifestaba con ayes y lamentos. Uno de los “arawis” más célebres que se conoce es aquel que entonara el pueblo cusqueño en el éxodo obligado por Huáscar hacia el Paititi (en la selva de Madre de Dios) en 1533, conformado por hombres, mujeres y niños que cantaban y lloraban al unísono el “arawí”: “Ama llakikuichischu, ama huaccacuichischu, kallanc’an paikikin jinan, Ccosco jinan, paikikin joj llacta, joj jatun llacta” que traducido al castellano dice: “No sientan pena, no lloren, ha de haber uno igual al otro, como el Cusco, igualito al Cusco, una gran ciudad”.
Según el testimonio de los cronistas Cristóbal de Molina, Martín de Morúa, Bernabé Cobo, Huamán Poma de Ayala, Inca Garcilaso de la Vega y otros, los “harawis” eran expresiones de todo aquello que significara una pena profunda, tanto individual como colectiva. Asimismo, cuenta la historia que la conquista terminó por someter a los pueblos autóctonos a las más duras penas de la servidumbre y otras formas de explotación. Los “harawis” de los sometidos fueron constriñendo su temática para expresar la pesadumbre y la tristeza de sus creadores. Esta reducción de su temática expresiva fue acompañada por el cambio morfológico de la palabra “harawi” que se convirtió en la castellanizada “Yaraví”. En la actualidad aún superviven algunos Jarawis que han terminado por asociarse con la música litúrgica andina, como el APU YAYA JESUCRISTRO, o el APU TAYTAYKU, canciones de mucho sentimiento cantadas en toda la serranía, no solo del Perú, sino de Bolivia y Argentina.

### El yaraví criollo
Con la llegada de los españoles en 1540 y la castellanización de la ciudad de Arequipa en el siglo XVII, la concepción del “arawí”, y más propiamente del “jarawi”, cambió al ser absorbida totalmente por la música trovadoresca española que trajeron principalmente los soldados de Diego de Almagro que se afincaron en los alrededores de la ciudad, situación que dio origen paralelamente a los criollos del campo o “lonccos” y al “yaraví” como expresión musical propia de esta clase social. 
Con el destierro casi absoluto de los indios hacia las minas, Arequipa, se convirtió, según apunta Víctor Andrés Belaúnde, en el primer centro de población blanca en el Perú durante la Colonia, cosa que propició en mejoramiento de la técnica en la interpretación de este género: Se convierten en canciones amorosas que adoptan formas métricas y estróficas específicas, cuya melodía, generalmente pentafónica en compases de ¾ y 3/8 y en tonos menores, armonizan para expresar el fatalismo y la tristeza de sus creadores, y son cantadas ad libitum por dúos de voces.  Los criollos españoles o “lonccos” avecindados en el campo, fueron los que aportaron entonces a este nuevo género el canto versado y el acompañamiento con guitarra, vihuela o bandurria. Dado que la mayoría provenían de la región española de Andalucía, como Granada, Cádiz y Sevilla, estos eran expertos fabricantes de instrumentos de cuerdas, principalmente guitarras, situación que favoreció la creación de diversos talleres que producían este nuevo instrumento, que inclusive fue exportado hacia Bolivia, el norte de Argentina (Tucumán) y Ecuador (Guayaquil), fenómeno que con el tiempo se convirtió en un medio importante de difusión de este género.

### El yaraví de Melgar
El “Yaraví”, hasta la aparición del poeta Mariano Melgar a inicios del siglo XIX, ya en las postrimerías de la Colonia, se había convertido en un género musical propio de los “lonccos” que acompañaba a sus bohemias en las diversas picanterías de la “Chimba” principalmente en las de Cayma, Yanahuara y Sachaca. 
Habiendo participado en innumerables ocasiones de las, denominadas por él mismo, “Terturlias Literarias” en la Quinta Tirado de la Pampa de Miraflores, Melgar sabe que ahora necesitaba plasmar su poesía en cantos que expresen el dolor que sentía por las decepciones sufridas: Primero, de Manuela Paredes “La Pérfida Melisa” y luego de María Santos Corrales “Silvia”, para quien terminó desbordando todo su caudal amoroso y poético.
A mediados de 1813, estando ya apasionado por esta musa, viaja a Lima donde apenas puede vivir un año sufriendo angustiosamente por el amor lejano, para luego regresar en 1814 para la boda de su hermano, sufriendo los desdenes de Silvia. Muy acongojado se retira a la campiña de Majes, no sin antes haber pasado por las “picanterías” de la Chimba donde casualmente encuentra las melodías que andaba buscando para sus composiciones. Vive, junto con los lonccos, un corto período de bohemia, tiempo en el cual finalmente fusiona su poesía con el Yaraví.
Para entonces el Yaraví adopta su temática definitiva: “La melancolía fundada en la fatalidad por el amor jamás correspondido”, que se puede apreciar en el que muchos cultores consideran como el mejor de los yaravíes de Melgar: Amor Infame:
En lo frondoso de un verde prado, a un desdichado la voz le oí.
Y entre sus ayes y sus lamentos, con triste acento cantaba así:
Amor infame dime hasta cuando quieres cruel mando tener en mí.
Por todas partes cruel me persigue, siempre me sigue, siempre ¡Ay de mí!

### El yaraví arequipeño
Como última etapa de evolución de este género propio de Arequipa, aparece Benigno Ballón Farfán en la década de 1930, quien como el más preclaro músico arequipeño, inicia una nueva, prolífica y última era, en la que el yaraví es arreglado, traducido al pentagrama musical, orquestado y grabado para su conservación. Gracias a ello, se han salvado las principales melodías de los yaravíes de Melgar, como: "Delirio", "Ruegos", "La Despedida", "Resolución", "Amor infame", "Paloma Blanca", entre otros.
A la tarea emprendida por Benigno Ballón Farfán le han seguido, desde entonces, innumerables dúos, tríos y cuartetos que han plasmado en el disco de vinilo los más memorables yaravíes. Estos conjuntos, todos ya desaparecidos y que han salvado el Yaraví Arequipeño de su extinción son: “El dúo Cerpa y Llosa” (con el “Torito Muñoz” como “Trío Yanahuara”), “Los Hermanos Delgado”, “Los Payadores Mistianos” (padre y tío de los Hnos. Neves), “Los Hermanos Portugal”, “Los Hermanos Neves Bengoa”, “Los Hermanos Dávalos”, “El dúo Paucarpata”. Más recientemente, “Los Hermanos Aspilcueta”, “Los Canarios de Melgar”, “Los Cáliz de Yura”, “Atilio”, y como último exponente de este género, llevando una antología del Yaraví al videoclip: Arturo García “El Chacarero”.

### Videos
- Amor infame - Yaraví de Mariano Melgar, interpretación de Arturo García Salazar, "El Chacarero".

- Datos: Q11773109